# Aurelia Trywiańska
Aurelia Trywiańska-Kollasch (ur. 9 maja 1976 w Szczecinie) – polska lekkoatletka, specjalizująca się w biegu na 100 m przez płotki. Reprezentowała też Polskę w biegu sztafetowym 4 x 100 m. Zawodniczka klubów: Budowlani Szczecin, MKL Szczecin i AZS-AWF Warszawa. Absolwentka Iowa State University w USA.

## Kariera
Trywiańska jest sześciokrotną mistrzynią Polski w biegu na dystansie 100 m przez płotki (2002-2006, 2008) i dwukrotną halową mistrzynią w biegu na 60 m przez płotki (2004, 2007). Dwukrotnie wystąpiła w igrzyskach olimpijskich: w Atenach (2004) i Pekinie (2008), jednak bez większych sukcesów.
Do jej najpoważniejszych osiągnięć na zawodach międzynarodowych należą natomiast 5. miejsca na mistrzostwach świata w Paryżu (2003) i mistrzostwach Europy w Göteborgu (2006) oraz wysokie pozycje na zawodach o Puchar Europy (2003 – 1. miejsce w I lidze z wynikiem 12.84, 2008 – 2. miejsce w superlidze z wynikiem 12.82).
Ponadto w 1995 zdobyła brązowy medal mistrzostw Europy juniorów w lekkoatletyce w sztafecie 4 × 100 m. Była też złotą medalistką Olimpijskich Dni Młodzieży Europy w biegu na 60 m przez płotki (1993).
Rekord życiowy na 100 m ppł ustanowiła w 2003 i wynosi on 12.73 s (9. najlepszy wynik na świecie w sezonie 2003). W tym samym roku uzyskała też rekord życiowy na 100 m – 11.59. Najlepszy wynik w skoku w dal – 6.32 (2004). W 2003 sklasyfikowana na 9-10. pozycji w rankingu IAAF w biegu na 100 m przez płotki.